# Con cáo và tổ ong
Con cáo và tổ ong là một bài thơ cổ động cách mạng của Nguyễn Ái Quốc đăng trên báo Việt Nam độc lập, số 130 ra ngày 1 tháng 7 năm 1942.

## Nội dung
Bài thơ gồm 14 câu, kể chuyện con cáo định moi tổ ong ăn mật, song bầy ong đã xúm lại đốt túi bụi, con cáo sợ chạy mất
Tổ ong lủng lẳng trên cành
Trong đầy mật nhộng ngon lành lắm thay.
Cáo già nhè nhẹ lên cây
Định rằng lấy được, ăn ngay cho giòn.
Ong thấy Cáo muốn cướp con,
Kéo nhau xúm lại vây tròn Cáo ta.
Châm đầu, châm mắt Cáo già
Cáo già đau quá phải sa xuống rồi.
Ong kia yêu giống yêu nòi
Đồng tâm hiệp lực đuổi loài cáo đi.
Bây giờ ta thử so bì,
Ong còn đoàn kết, huống chi là người !
Nhật, Tây áp bức giống nòi,
Ta nên đoàn kết để đòi tự do.

## Sự kiện ngoài lề
Vào năm 1959, nhóm họa sĩ Lê Minh Hiền, Trương Qua, Hồ Quảng của Xưởng phim hoạt họa Việt Nam (nay là Hãng phim Hoạt hình Việt Nam) đã bắt tay thực hiện bộ phim hoạt hình đầu tiên của Điện ảnh Cách mạng Việt Nam với việc chuyển thể câu chuyện Con cáo và tổ ong thành phiên bản hoạt hình dài 10 phút mang tên Đáng đời thằng Cáo. Bộ phim đã được trao tặng giải thưởng Bông sen Vàng tại Liên hoan phim Việt Nam lần thứ hai (1973). Hồ Quảng và Trương Qua nhận giải đồng hạng: Họa sĩ xuất sắc nhất.